# Desa Cirangkong (administrativ by i Indonesien, Jawa Barat, lat -6,52, long 107,52)
Desa Cirangkong är en administrativ by i Indonesien.   Den ligger i provinsen Jawa Barat, i den västra delen av landet, 80 km öster om huvudstaden Jakarta.